# André Filippini
André Filippini (Sion, 13 de septiembre de 1924-Sion, 18 de noviembre de 2013) fue un deportista suizo que compitió en bobsleigh. Participó en los Juegos Olímpicos de Oslo 1952, obteniendo una medalla de bronce en la prueba cuádruple.

## Palmarés internacional
| Juegos Olímpicos | Juegos Olímpicos | Juegos Olímpicos  | Juegos Olímpicos |
| Año              | Lugar            | Medalla           | Prueba           |
| ---------------- | ---------------- | ----------------- | ---------------- |
| 1952             | Oslo (Noruega)   | Medalla de bronce | Cuádruple        |